# AltGr (клавіша)

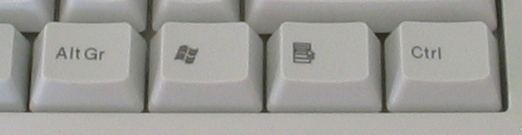
Клавіша AltGr зазвичай посідає на місці правої клавіші Alt.

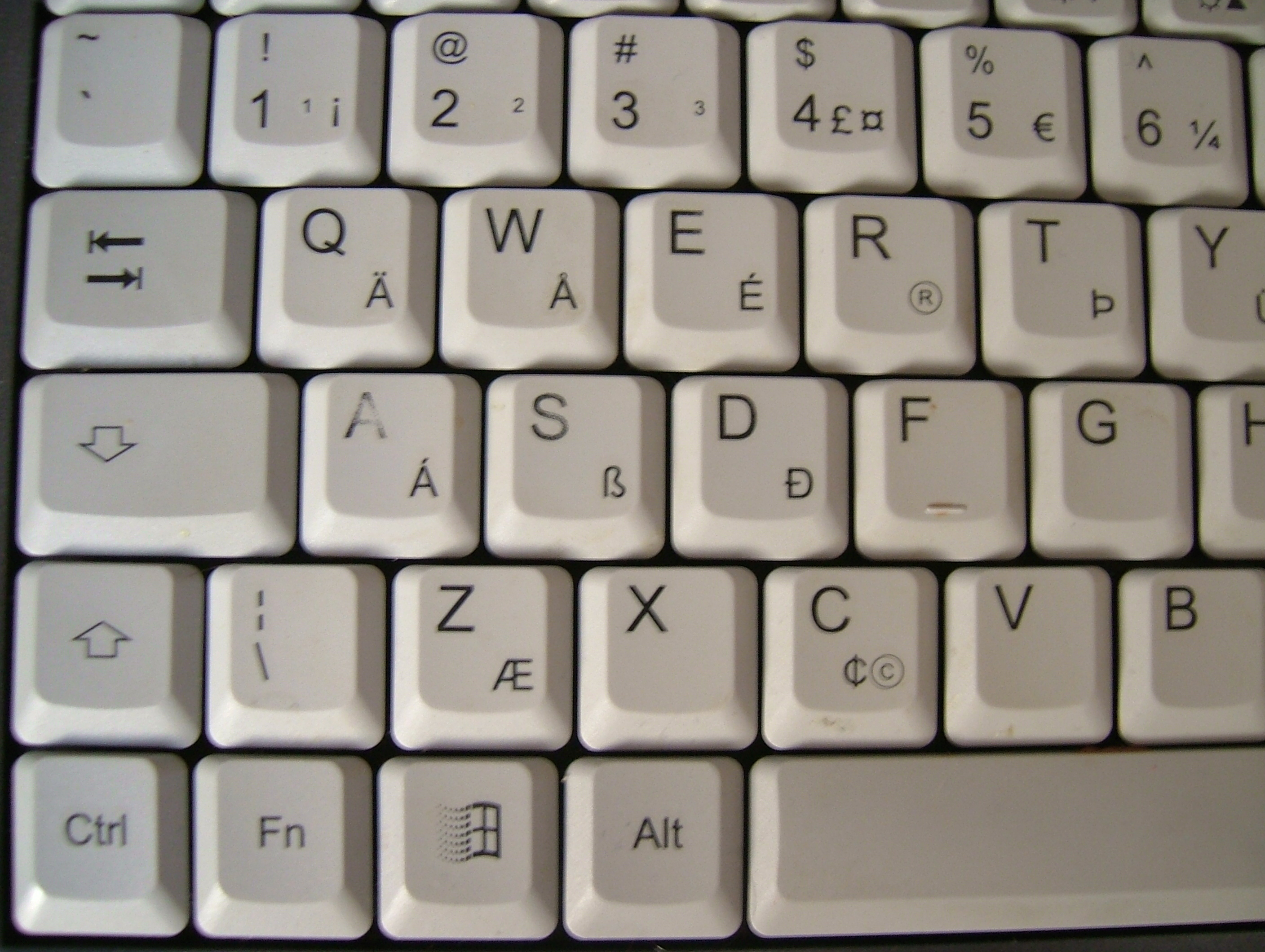
Клавіатура з додатковою ритиною для три- і чотирорівневих знаків до міжнародно-американської розкладки. (Примітка: клавіша AltGr, що розміщена одразу праворуч від пробілу, не вмістилася на світлині.)

Клавіша AltGr (також Alt Graph) — модифікаційна клавіша декотрих обчислювальних набірниць. Здебільшого застосовується для друку знаків, котрі не є широкого вжитку — складені, валютні і друкарські. Зазвичай на клавіатурах для Windows клавіша AltGr посідає на правій клавіші Alt, а якщо ж такої немає, то цю роль може виконувати сполука Ctrl+Alt. На macOS ⌥ Option виконує подібну роль.
AltGr застосовується як клавіша Shift: затиснена ця і інша клавіша дає відмінного знака. При цьому сполука ⇧ Shift+AltGr теж може давати відмінного знака. Для прикладу, на уставній розкладці на Windows клавіша Г може дати чотири знаки:
- Г → г (мала буква — перший рівень)
- ⇧ Shift+Г → Г (велика буква — другий рівень)
- AltGr+Г → ґ (мала буква — третій рівень)
- AltGr+⇧ Shift+Г → Ґ (велика буква — четвертий рівень)

## Задум

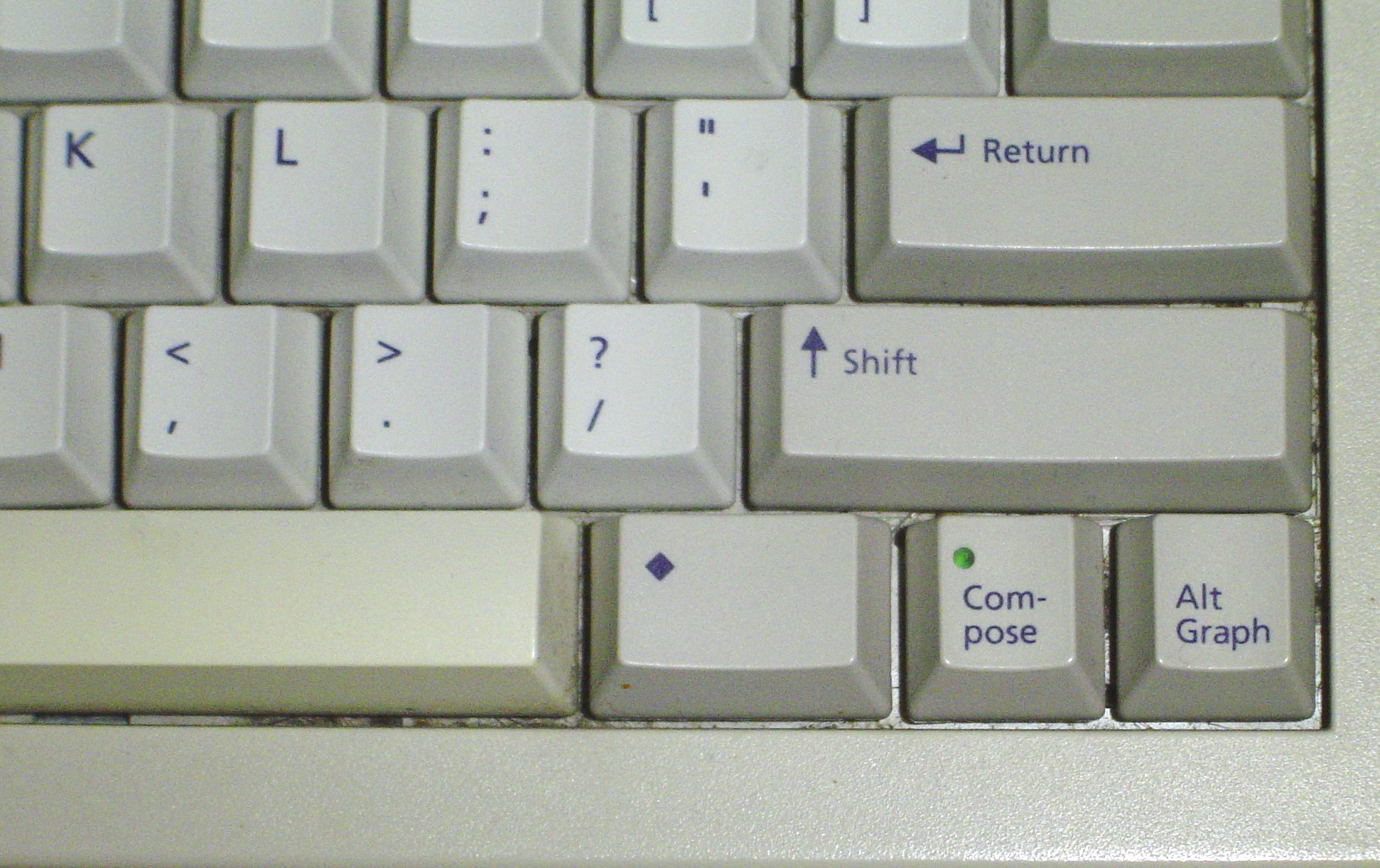
Клавіатура Sun Microsystems, де запис ярлика клавіші як Alt Graph.

IBM вказували AltGr як скорозапис до alternate graphic (переміжна ґрафіка). Ярлик набірниць Sun мали запис Alt Graph.
AltGr первинно внесли як друк нібиґрафіки до письмового поміжника користувача. Однак знаки відти значно менше корисні в ґрафічному поміжнику користувача, тож наразі замість переміжної ґрафіки друкують переміжні ґрафеми.

## Дії уставних народових набірниць

### Україна
Уставна розкладка на Лінуксі.
Клавіатура до IBM PC і сумісних/Windows (Українська (Unicode)).

### Польща
Клавіатура до IBM PC і сумісних/Windows (Польська).